# TK Ralya
T.K. Ralya är en amerikansk författare som bland annat utmärkt sig inom religiöst inspirerad science fiction.
Hennes mest kända bok är bestsellern The Golden Age: Thy Kingdom Come, en roman som ännu inte översatts till svenska. Romanen inleds med att huvudpersonen Geoffrey Waters anklagar Gud sedan hans bästa vän dött i Irak-kriget. Waters förflyttas då framåt i tiden till en planet i fred och harmoni; ett paradis där principer som starkt påminner om Bahá'í-lärans har genomförts. Människorna på planeten lever efter Qadas priciper, vilket är en omkastning av de två första bokstäverna i Baha'i-trons grundare Bahá'u'lláhs viktigaste verk Aqdas.
Människorna på planeten förklarar för Waters att även Jorden till slut kommer att förvandlas till ett fridfullt paradis. Gud kommer att etablera detta vare sig mänskligheten vill det eller inte. Denna andliga civilisation kan uppnås på två sätt: antingen relativt snabbt genom att mänskligheten lägger sina tvister åt sidan och påskyndar byggandet av en sådan värld, eller genom att människorna fortsätter som nu, vilket innebär att hundratals miljoner människor kommer att dö och än fler lemlästas, lida och plågas. Det blir Geoffrey Waters uppgift att återvända till Jorden för att förklara för mänskligheten att profeterna hade rätt och att finna nyckeln som kan öppna människornas sinnen så att de annalkande katastroferna kan undvikas.